# Brunn Frigyes Ágost
Brunn Frigyes Ágost (18. század – 19. század) evangélikus lelkész.
Hermine főhercegasszony nevelője volt 1799-től fogva, akit Budára kisért és azután is udvari papja maradt Budán 1817-ig.

## Munkái
- Confirmations-Feier Ihrer hochfürstl. Durchlaucht der Fürstin Hermine des Erzherzogs Joseph Palatins des Königreichs Ungarn hohen Verlobten. Frankfurt a M., 1815. (2. kiadás. Bécs, 1818. és magyar fordításban Márton József által. Uo. 1815.)
- Einige Predigten auf Veranlassung der hohen Vermählung Sr. k. k. Hoheit des Erzherzogs Joseph Palatinus von Ungarn mit Ihrer Hochfürstlichen Durchlaucht der Fürstin Hermine. Pest, 1815.
- Predigt über Röm. 8. 35. 37–39. gehalten im königl. Schlosse zu Ofen. Uo. 1817.
- Todten-Feyer bey dem Hintritte der Erzherzogin Hermine. Uo. 1817. (Cleynmann Károly beszédével együtt.)
- Religionsvorträge gehalten zu Ofen in den J. 1817–18. Frankfurt a. M. 1819.